# Зеленица (Житомирская область)
Зелени́ца (укр. Зелениця) — село на Украине, находится в Емильчинском районе Житомирской области.
Код КОАТУУ — 1821782401. Население по переписи 2001 года составляет 162 человека. Почтовый индекс — 11253. Телефонный код — 4149. Занимает площадь 0,127 км².

## Адрес местного совета
11253, Житомирская область, Емильчинский р-н, с. Зеленица

## Известные уроженцы и жители
- Войтковский, Иосиф Карлович (род. 1920) — советский танкист, участник Великой Отечественной войны, полный кавалер Ордена Славы. Уроженец села.